# Chimoré
Chimoré es una pequeña ciudad y municipio de Bolivia, ubicado en la provincia de Carrasco en el departamento de Cochabamba. Cuenta con una población según el censo INE de 2012 de 21.736 personas. Está ubicado en el trópico del departamento de Cochabamba, a una altitud promedio de 230 metros sobre el nivel del mar.
En 2015 se inauguró un aeropuerto que se ha edificado aprovechando el lugar donde funcionó una base militar de Estados Unidos hasta 2006.
El nombre del municipio deriva de la palabra nativa del idioma yuracaré “Chimoré”, que significa Almendrillo - árbol duro.

## Historia

Mujer yuracaré fotografiada entre 1908 y 1090 en las cercanías del río Chimoré.

Esta zona ha sido habitada por culturas amazónicas desde hace miles de años, según los restos de utensilios hallados. En el año 1754, las misiones jesuitas trataron de establecer relaciones con los indígenas Yuracarés del río Mamoré. A partir del siglo XVIII, los Franciscanos se hicieron cargo de las misiones, e instalaron una misión en Chimoré.
En 1910, el gobierno estimuló los asentamientos en esta área, ofreciendo tierras a quienes se trasladaran al Chapare, produciéndose el primer asentamiento en el Carmen, donde cada poblador recibió 200 hectáreas. El 13 de septiembre de 1984 se creó el municipio de Chimoré, durante la presidencia de Hernán Siles Suazo, mediante la Ley n.º 633 con sus cantones San Isidro, Senda III, La Victoria, Santa Rosa, Santa Anita, Todos Santos, Puerto Alegre, Entre Ríos Tacuaral, Puerto Aurora, Senda F, Estaño Palmito y Cesarzama.

## Geografía
Chimoré está ubicado al noreste del Departamento de Cochabamba y limita al norte con la confluencia de los ríos Chapare e Ichilo, al sur con el municipio de Totora, al este con el municipio de Puerto Villarroel y hace frontera con el Departamento de Santa Cruz, al oeste con el municipio de Villa Tunari y el municipio de Tiraque.

## Demografía
De acuerdo con el censo boliviano de 2024, la población del municipio de Chimoré es de 27 374 habitantes.
La población del municipio se triplicó entre 1992 y 2024:
| Año  | Habitantes (municipio) | Habitantes (localidad) | Fuente                  |
| ---- | ---------------------- | ---------------------- | ----------------------- |
| 1992 | 8 472                  | 2 036                  | Censo boliviano de 1992 |
| 2001 | 15 897                 | 3 874                  | Censo boliviano de 2001 |
| 2012 | 21 736                 | 6 219                  | Censo boliviano de 2012 |
| 2024 | 27 374                 |                        | Censo boliviano de 2024 |